# 影武者
影武者（かげむしゃ）は、権力者や武将などが敵を欺くため、または味方を掌握するために用意する、自分とよく似た風貌や服装の身代わりのこと。日本の戦国時代の武将の事例がよく知られるが、古代メソポタミアの身代わり王のように、古今東西を問わず似た事例が見られる。替え玉（かえだま）とも言い、英語では、ボディダブル、political decoy（英語版）と呼ばれる。「替え玉」は身分の高くない人物にもよく使われる。

## 歴史と実態

### 中世・近世の日本
戦乱の時代では、戦闘に際して部下に武将と同じ衣服や甲冑を着用させて敵方を欺き、陽動作戦を行なったり、武将が自らの戦病死や不在を隠すために用いられた。写真がない時代では、名の知られた武将や権力者であっても人々が顔を知っているとは限らず、有効な手段であった。影武者の情報は極秘情報であり、文献に残されていることは少ない。
平安時代、平将門を討とうと狙う藤原秀郷が、将門の女房の小宰相と親しくなり、絶えず行動を共にする7人のうち、影武者の6人には影がないこと、将門は鉄身であるが、「こめかみ」だけが肉身であることを教えられ、こめかみに矢を射たてて将門を倒したとされている（『俵藤太物語』）。
鎌倉時代末期の元弘の乱では後醍醐天皇の腹心花山院師賢が帝を装い、公家を従え服装と腰輿を整えて、比叡山に登り、緒戦、志賀の唐崎で北条軍を破ることに成功したが、すぐに正体がばれて延暦寺の僧兵に離反された。しかしその隙に、後醍醐天皇は笠置山で挙兵した。また村上義光は、吉野城の戦いにおいて大塔宮護良親王の鎧と錦の直垂を身につけ、宮の名を偽って名のり、身代わりとなって切腹したが、その隙に護良親王は南紀に落ち延びることに成功した。
戦国時代に入ると、良質な文献で影武者の用語は存在しない。これに該当するのが「陰（影）法師」と呼ばれた武者である。慶長元年（1596年）、武田氏の旧臣6名によって書かれた『曲淵宗立斎等言上書』によると、武田信玄と同装した陰(影)法師が3名定められており、実際に平生の行事や戦場で活躍していた。
筒井順昭は死の間際に一族や重臣を集め、まだ幼い子の順慶への忠誠を誓わせるとともに、自分に容姿（または声）の似た奈良の盲目の法師・黙阿弥（木阿弥）を身代わりに立てるよう遺言した。黙阿弥は順昭が最期を迎えた奈良の下屋敷で約1年間過ごし、一周忌を迎え順昭の死が公表されると恩賞を受け取り元の法師・黙阿弥に戻ったとされ、これが「元の黙阿弥（木阿弥）」の由来といわれる（出典等は「筒井順昭#元の木阿弥」参照）。
山内一豊は高知城の築城工事を視察をする際に、浦戸から隔日に､馬に乗って出かけたとされる。その時、道中や工事現場での長宗我部遺臣の襲撃を警戒して、巡見笠をつけ､面頬をあて、袖なし羽織を着用していた。5人が随行していたが、彼らも一豊と同じ服装をしていたので、当時これを六人衆と呼んだという。だれが一豊であるかわからないようにするためであった。

### 近代・現代の各国
近現代でも影武者の存在は取り沙汰されており、特に独裁的権力者は、自分の地位や権力を常に脅かされる可能性が大きいので影武者が必要と考えられ、その存在が話題に上ることが多い。
アドルフ・ヒトラーは、連合国軍（ソ連軍）のベルリン占領直前の1945年4月30日に自決したが、遺体は焼却されて本人確認ができないほど破損し、しかもソ連軍が持ち去ったため、ベルリンで死んだのは替え玉（影武者）で、本人は南アメリカ他に落ち延びた、とする説が現在も一部に残っている。
イギリス軍のモントゴメリー将軍にはM・E・クリフトン・ジェームズ中尉という影武者がいた。ノルマンディー上陸作戦を隠蔽するための欺瞞作戦の一つ「コッパーヘッド作戦」の折、モントゴメリーに扮したジェームズは地中海にて高官たちと南フランス侵攻について公の場で語り合い、あえてその情報をドイツ側に漏らすことでドイツ軍の主力を南フランスへ逸そうと試みた。
他にもイラクのサダム・フセインには本人と見分けがつかない影武者が複数人いたことを面会経験のある河内家菊水丸が証言している。
ウラジーミル・プーチンがロシア大統領に就任した時期は、チェチェン共和国独立派によるテロリズムが相次いでいたこともあり、影武者の利用が検討されていた。本人は利用を断ったとしているが、影武者の存在に関する憶測は、在任中に幾度も流れた。
上記の意味が転じて、著名人がマスメディアの取材・追跡を避けるため、秘書や友人など関係者を身代わりとして、マスメディアの方向をそらす際に「影武者」という表現を用いることがある。

## 影武者の例
- 歴史家テオファネスは著書『テオファネス年代記』にて、655年のマストの戦い（英語版）にて、皇帝コンスタンス2世が影武者に帝衣を着せて逃げ、影武者が殺されたという記述を残している[6]。
- パトロクロス：『イーリアス』で英雄アキレウスに成り代わって友軍の士気を立て直そうとした。

## 影武者を題材にした作品
映画
- 影武者
黒澤明監督作品。仲代達矢主演。武田信玄の影武者を主人公とする。
- SHADOW/影武者
原題『影』。チャン・イーモウ監督。ダン・チャオ、スン・リー主演。

小説
- 第三の陰武者
南条範夫の小説。井上梅次監督・市川雷蔵主演で『第三の影武者』として映画化された。また黒藤広隆により漫画化された。
- 影武者徳川家康
隆慶一郎の小説。後に原哲夫により漫画化され（週刊少年ジャンプ連載）、1998年には高橋英樹を主演としてテレビ朝日でテレビドラマ化された。また、2014年にはテレビ東京の新春ワイド時代劇において、西田敏行を主演として再びテレビドラマ化されている。徳川家康は実は関ヶ原の戦いで暗殺され、それ以後活躍したのは家康の影武者であるという内容。
- 憑神
浅田次郎の小説。将軍の影武者を代々務めてきた由緒ある家柄の出である別所彦四郎が貧乏神・疫病神・死神といった災いの神様を呼び寄せ、取り憑かれる。2007年に妻夫木聡主演で映画化。その他、舞台化もされている。
- 身代わり忠臣蔵
土橋章宏の小説。2024年に映画化。ムロツヨシが吉良上野介を演じる。吉良上野介が松之大廊下での刃傷沙汰で死亡し、彼にそっくりな弟が替え玉に仕立て上げられる内容。

漫画
- レイリ
岩明均原作、室井大資作画の漫画。武田信勝の影武者の一人となる少女を主人公とする。

ゲーム
- 偽りの輪舞曲
ニンテンドーDS用ゲーム。主人公はプレトワルダ王国王子・セルディックの影武者であり、敵に討たれた本物のセルディックの遺命に従い、本物に成り代わり王国復興を志してゆく。

テレビドラマ
- 世にも奇妙な物語 秋の特別編（2005年）より「影武者」
原田泰造主演。原作は手塚治虫の『最上殿始末』
- 侍戦隊シンケンジャー
松坂桃李主演。主人公・シンケンレッド/志葉丈瑠は、本物のシンケンレッド/志葉薫（夏居瑠奈）の影武者を終盤まで務め、後に薫の養子（丈瑠のほうが年上）になっている。ただし、丈瑠と薫は決して瓜二つではなく、一般的な「影武者」とは異なる。